# Latridius laevior
Latridius laevior là một loài bọ cánh cứng trong họ Latridiidae. Loài này được Brown miêu tả khoa học năm 1932.